# Nepeta erecta
Nepeta erecta là một loài thực vật có hoa trong họ Hoa môi. Loài này được (Royle ex Benth.) Benth. mô tả khoa học đầu tiên năm 1834.